# Městská hora (rozhledna)
Městská hora je betonová rozhledna na stejnojmenném kopci v Berouně, západně od historického centra města, v části Beroun-Město.

## Popis
Na čtyřech pilířích ve výšce 11 metrů se nachází betonová krytá terasa, s kterou měří rozhledna celkem 15 metrů. Na rozhlednu vede 66 schodů. Otevřena byla 12. dubna 1936 a v roce 1999 byla kompletně zrekonstruována a znovu otevřena. Z rozhledny je velmi dobrý výhled na okolí - město Beroun, vrchol Děd a Koukolovu horu. 
V těsné blízkosti rozhledny je berounské medvědárium a skautské středisko.